# Episodi di Mucca e Pollo (prima stagione)
La prima stagione della serie animata Mucca e Pollo, composta da 13 episodi, è stata trasmessa negli Stati Uniti, da Cartoon Network, dal 15 luglio al 7 ottobre 1997.
La stagione è stata prodotta da novembre 1996 a giugno 1997.
In Italia è stata trasmessa su Cartoon Network dall'11 ottobre al 1º novembre 1998.
| n°  | Codice di produzione | Titolo originale            | Titolo italiano                 | Prima TV USA      | Prima TV Italia  |
| --- | -------------------- | --------------------------- | ------------------------------- | ----------------- | ---------------- |
| 1a  | 34-5378              | Field Trip to Folsom Prison | Gita alla prigione di Folsom    | 15 luglio 1997    | 11 ottobre 1998  |
| 1b  | 34-5361              | The Girl's Bathroom         | Il bagno delle ragazze          | 15 luglio 1997    | 11 ottobre 1998  |
| 2a  | 34-5366              | Supermodel Cow              | Mucca supermodella              | 22 luglio 1997    | ottobre 1998     |
| 2b  | 34-5362              | Part Time Job               | Lavoro Part time                | 22 luglio 1997    | ottobre 1998     |
| 3a  | 34-5364              | Alive!                      | Vivi!                           | 29 luglio 1997    | ottobre 1998     |
| 3b  | 34-5384              | Who is supercow?            | Chi è Supermucca?               | 29 luglio 1997    | ottobre 1998     |
| 4a  | 34-5369              | Confused                    | Confusi                         | 5 agosto 1997     | ottobre 1998     |
| 4b  | 34-5375              | The Monting Fairy           | La fata delle penne             | 5 agosto 1997     | ottobre 1998     |
| 5a  | 34-5365              | The Ugliest Weenie          | Il brutto salsicciotto parte 1  | 12 agosto 1997    | ottobre 1998     |
| 5b  | 34-5368              | The Ugliest Weenie Epilogue | Il brutto salsicciotto parte 2  | 12 agosto 1997    | ottobre 1998     |
| 6a  | 34-5371              | Crash Dive!                 | Il sottomarino                  | 19 agosto 1997    | ottobre 1998     |
| 6b  | 34-5374              | Happy Meat                  | Buona carne                     | 19 agosto 1997    | ottobre 1998     |
| 7a  | 34-5381              | School Bully                | Il bullo della scuola           | 26 agosto 1997    | ottobre 1998     |
| 7b  | 34-5372              | Time Machine                | La macchina del tempo           | 26 agosto 1997    | ottobre 1998     |
| 8a  | 34-5378              | Orthodontic Police          | Poliziotto dentista             | 2 settembre 1997  | ottobre 1998     |
| 8b  | 34-5377              | The Cow with Four Eyes      | La mucca con quattro occhi      | 2 settembre 1997  | ottobre 1998     |
| 9a  | 34-5367              | Cow Instincts... Don't It?  | L'istinto del gregge, qual è?   | 9 settembre 1997  | ottobre 1998     |
| 9b  | 34-5380              | Ballerina Cow               | Mucca ballerina                 | 9 settembre 1997  | ottobre 1998     |
| 10a | 34-5385              | Chicken's First Kiss        | Il primo bacio di Pollo         | 16 settembre 1997 | ottobre 1998     |
| 10b | 34-5376              | Squirt the Daisies          | Annaffia le margherite          | 16 settembre 1997 | ottobre 1998     |
| 11a | 34-5370              | Lawnmower Chicken           | Pollo il tagliaerba             | 23 settembre 1997 | ottobre 1998     |
| 11b | 34-5379              | Cow Loves Piles             | Mucca ama Piles                 | 23 settembre 1997 | ottobre 1998     |
| 12a | 34-5373              | Space Cow                   | Mucca nello spazio              | 30 settembre 1997 | ottobre 1998     |
| 12b | 34-5382              | The Legend of Sailcat Space | La leggenda di Sailcat          | 30 settembre 1997 | ottobre 1998     |
| 13a | 34-5383              | Headhunting in Oregon       | Tagliatori di teste in Oregon   | 7 ottobre 1997    | 1º novembre 1998 |
| 13b | 34-5399              | The King & Queen of Cheese  | Il re e la regina del formaggio | 7 ottobre 1997    | 1º novembre 1998 |

## Gita alla prigione di Folsom
Mucca e Pollo sono con la scuola a un'escursione nella prigione di Folsom. Qui Pollo si mette la divisa di un criminale e abbassa a un secondino i pantaloni, venendo rinchiuso in cella. Il detenuto nel frattempo riesce a evadere dalla prigione mettendosi un guanto come cresta sopra la testa e la targhetta di Pollo. Il giorno dopo, la vita in carcere si dimostra difficile e, dopo una rivolta avvenuta in mensa, il pennuto viene portato dal direttore del carcere, impersonato dal Rosso. Pollo gli spiega che in realtà non è un criminale e che vuole tornare subito a casa sua, ma il direttore non gli crede e lo butta in una cella d'isolamento con gli altri carcerati che tentano di punirlo sonoramente. Fortunatamente Mucca scopre dell'accaduto e così, nei panni di Supermucca, libera Pollo e riporta il vero carcerato. Alla fine dell'episodio, il direttore della prigione di Folsom chiama Pollo per telefono dicendogli di aver preso la sua targhetta con il nome.
- Note: Durante le prime trasmissioni della serie in Italia, il titolo dell'episodio era Gita scolastica al penitenziario di Folsom.[10]

## Il bagno delle ragazze
Pollo si incuriosisce di sapere cosa avviene nel bagno delle femmine della sua scuola, anche se tutti i suoi conoscenti, compresa la famiglia, dicono che accadono cose sovrannaturali ai maschi che entrano nel misterioso luogo. Quella notte, Pollo riesce a entrare nel bagno e qui si ritrova degli strani marchingegni che rendono le femmine eleganti. Sfortunatamente, dopo varie peripezie, Pollo scopre di essere stato nel bagno delle femmine per tutta la notte, che si è fatto giorno e che una fila di ragazze guidate da Mucca sta per entrare in bagno. Per evitare di farsi deridere dalla scuola, Pollo è così costretto a scappare scaricandosi nel water, finendo nelle fognature e passando un giorno di scuola puzzolente.

## Mucca supermodella
Mucca si dispera, perché è convinta di non poter mai diventare una celebre modella, questo fino a quando Il Rosso (in quest'episodio stilista) decide di realizzare il suo sogno. In pochi giorni, Mucca diventa popolare e tutti si travestono come lei, ma in seguito decidono di travestirsi da alce. Così Mucca perde la fama ed è costretta da Rosso ad essere d'ora in avanti una cantante in un bar del diavolo in cui è servito solo latte. In quel momento, Pollo riesce comunque ad intervenire e riesce a salvare la sorella dal patetico demone. Alla fine dell'episodio si scopre che è iniziata una nuova moda: quella di Pollo.

## Lavoro Part time
Mucca si decide a trovarsi un lavoro part time per comprare il giocattolo "Calogero il Facocero". Diviene subito la mucca di un'azienda impegnata a fare latte e possiede subito il denaro per soddisfare il suo bisogno. Pollo, a questo punto, tenta a farsi assumere dall'azienda, ma, poiché è un pollo, viene cacciato subito dal capo, che gli dice di chiedere lavoro in un'azienda del Rosso in cui si assumono polli. Purtroppo Pollo non si rende conto che Il Rosso assume questi pennuti solo per cuocerli e metterli a buon mercato. Alla fine però arriva Mucca, nei panni di Supermucca, che pesta Il Rosso e salva Pollo, vivo, ma oramai senza piume e penne.

## Vivi!
Mamma e Papà devono andare con Pollo a vedere la sua pagella scolastica. Mucca intanto rimane a casa con il cugino Pollo Smidollato. Subito lei si mette a giocare, lanciando però Pollo Smidollato nel tetto di casa. Così la bovina sale sul tetto per riprendersi il cugino, ma sfortunatamente, appena sta per scendere, scopre che la scala è caduta al suolo. Dopo molti tentativi di salvarsi con Pollo Smidollato, Mucca inizia a credere di dover morire di fame, ma alla fine dell'episodio i genitori tornano a casa e salvandola le regalano un orologio, mentre Pollo Smidollato è riportato all'ospedale.

## Chi è Supermucca?
Il Rosso tenta di cuocere Pollo, ma viene fermato da Supermucca. Il demone, stufo di perdere, decide di attuare un piano per scoprire l'identità della nemica: apre una lavanderia per supereroi così tutti gli eroi della città danno i loro costumi e Il Rosso trova quello di Supermucca, che viene ritirato da Pollo. Successivamente va a casa dei due e tenta di scoprire se Mucca è davvero Supermucca, ma lei fa finta di niente e chiude la porta, così Il Rosso la rapisce. Pollo non sapendo cosa fare si traveste da Supermucca e sconfigge Il Rosso, mentre quest'ultimo viene picchiato da tutti gli altri supereroi per aver rovinato i loro costumi.

## Confusi
I genitori di Mucca e Pollo mandano i figli a un'accademia militare del Rosso, poiché pensano che siano divenuti delle persone maleducate solo per aver buttato un biscotto sul tappeto di casa. Dopo molti giorni di allenamento, Mucca e Pollo ritornano a casa, ma cambiati del tutto: sono diventati molto severi con i genitori, i quali decidono di portarli a un'accademia femminile, anch'essa del Rosso, per trasformarli come prima. Giorni dopo, Pollo e Mucca tornano a casa, ma la iniziano a decorare in modo orribile. Alla fine dell'episodio Mamma e Papà sono su un letto e pensano di aver fatto un brutto sogno, anche se in realtà Mucca e Pollo sono rimasti uguali a quelli del loro incubo.

## La fata delle penne
Pollo si sveglia e si rende conto che sta perdendo tutte le penne e i genitori entusiasti gli dicono che sta diventando grande e che la fatina delle penne (parodia della fatina dei denti) verrà di notte a prendersi le piume per dargli i soldi, così Pollo si strappa tutte le penne e calcola che in tutto la fatina gli dovrà dare 700$. Dopo essersi spennato, Pollo si copre con un calzino e decide di andare al luna park insieme a Flem ed Earl, dove dà ai gestori dei bigliettini con scritto "pagherò". Ma di notte quando arriva la fatina (che si rivela Il Rosso) dà a Pollo pochi centesimi e gli spiega che soltanto suo fratello, la fatina delle crosticine, può dargli tutto quel denaro. Perciò alla fine Pollo viene picchiato da tutti i gestori del luna park, sperando almeno di guadagnare un bel gruzzolo dalla fatina delle crosticine.

## Il brutto salsicciotto parte 1
Mucca finisce di scrivere una commedia intitolata: Il brutto salsicciotto, opera drammatica che parla di un salsicciotto brutto e deriso da tutti gli altri. Pollo improvvisamente la legge, ma, pensando che sia una stupidaggine, la porta a scuola e la fa sentire a tutti gli scolari. Mucca si mette a piangere, ma non è l'unica a lamentarsi. Il professore Fiore, insegnante di scenografia, la trova commovente e decide di rappresentarla come recita di fine anno e sceglie Pollo come protagonista. Pollo, il quale aveva ottenuto i panni del personaggio per colpa di uno scherzo di Flem, si rifiuta, anche se decide di fare il tecnico alla scenografia per far colpo su Oui Oui, una ragazza francese che dovrà interpretare la fidanzata del brutto salsicciotto. Non appena però scopre che Flem ha ottenuto la parte del protagonista tradendolo, Pollo si arrabbia moltissimo e decide di ferire gravemente l'amico per vendetta, facendo però del male al Prof Fiore.

## Il brutto salsicciotto parte 2
I genitori degli scolari vengono a vedere la recita dei figli. Flem però ha avuto la varicella e Pollo decide di fare il brutto salsicciotto, anche se scoprirà che anche Oui Oui ha avuto la varicella e sarà sostituita da Mucca. Dopo la rappresentazione ottima del dramma, una bambina fra i tecnici fa per errore cadere del fuoco sul pavimento. La scuola viene così incendiata, mentre Mucca, Pollo e tutti gli altri bimbi riescono a mettersi in salvo con i loro genitori e professori.

## Il sottomarino
Pollo intende esplorare il mare infinito con un sottomarino da lui costruito. Non appena però inizia a partire con esso, sta per cadere in una cascata su delle rocce appuntite; così viene salvato da Supermucca, anche se egli dice che non gli può servire soccorso. Poco dopo, Pollo riparte, ma il sottomarino si capovolge. Alla fine dell'episodio il pennuto tutto bagnato ha uno squalo che gli morde il fondoschiena.

## Buona carne
La signora della mensa scolastica, impersonata dal Rosso, serve ai ragazzi solo cibo fatto di ketchup. Pollo si rifiuta di mangiare, allora Il Rosso lo punisce lasciandolo morire di fame e ordina ai suoi amici di non dargli del cibo, in caso contrario subiranno la stessa punizione. Così Pollo decide di attuare una vendetta sotto il consiglio del fantasma del suo bisnonno e Mucca lo aiuta, visto che è stata punita anche lei per aver offerto del cibo al fratello. Il giorno dopo Mucca e Pollo creano una piccola mensa in cui è servita solo carne. Gli scolari iniziano ad apprezzare le cibarie, mentre Il Rosso si ritrova desolato e malinconico. Alla fine dell'episodio Mucca e Pollo hanno fame, ma ormai hanno offerto tutto il cibo che avevano. Così decidono di mangiare il ketchup del Rosso, anche per farlo felice mentre vengono osservati dai loro bisnonni.

## Il bullo della scuola
Pollo e Flem vengono per l'ennesima volta picchiati da Butch, il bullo della scuola che più tardi deve vedersela con Jimmy, un bullo alto e potente appena arrivato da una città in cui si strappano tutti i denti dalla bocca senza anestesia. Dare una lezione al nuovo bullo non risulta facile per Butch, così Mucca, Pollo e Flem decidono di aiutarlo scoprendo che Jimmy è solo un minuscolo ragazzo con indosso un vestito gonfiabile. Bucando il vestito del bullo con un ago, Pollo fa scoprire la verità a Butch. A fine episodio si scopre inoltre che anche Mucca, Pollo, Flem, Butch e la maestra della scuola indossavano finti fantocci ed erano minuscoli come Jimmy, mentre Earl, guardandoli, fa ridere due ragazze dicendo che adesso è il nuovo bullo della scuola.

## La macchina del tempo
Mucca e Pollo provano in una sala giochi la "Macchina del tempo", una giostra che riporta le persone veramente nel passato per 25 centesimi. Improvvisamente si ritrovano all'epoca in cui il mondo stava per nascere dal brodo primordiale. Incontrano un attimo dopo Il Rosso, il quale cerca di buttare nel brodo primordiale un verme, visto che potrebbe cambiare la storia se qualcosa cade dentro. Pollo ferma il demone, ma una moneta da 25 centesimi gli cade nel brodo. Tornati al presente, Mucca e Pollo scoprono che tutti gli abitanti del pianeta hanno 25 centesimi per testa. Così tornano nel passato per salvare l'umanità. Qui Mucca si trasforma in Supermucca con la Mucca del passato e picchia Il Rosso dopo aver evitato che la moneta cadesse nel brodo primordiale. Alla fine, Mucca e Pollo tornano nella loro epoca (assieme ai loro stessi del passato).

## Poliziotto dentista
Mucca e Pollo stanno viaggiando in macchina con i loro genitori, ma improvvisamente arriva Il Rosso, il quale afferma di essere un poliziotto dentista, cioè un poliziotto che si cura dei denti degli altri. Questi, con il permesso dei genitori, mette a Mucca e Pollo degli strani apparecchi poiché loro hanno dei denti orribili. Il giorno seguente, Mucca e Pollo scoprono che il poliziotto dentista ha messo gli apparecchi ortodontici a tutti gli abitanti della loro città, persino ai veri poliziotti. Alla fine Mucca, nei panni di Supermucca, picchia Il Rosso e gli ordina di levare a tutti gli apparecchi e si scopre che al finto poliziotto è stato messo un apparecchio in grado di attrarre le astronavi della NASA.

## La mucca con quattro occhi
Mucca diventa intelligentissima dopo essersi comprata gli occhiali. Pollo, geloso della sorella, si compra anche lui gli occhiali superando Mucca e divenendo il più intelligente della scuola. Poco dopo tutti quanti pregano Pollo di fermare la costruzione di una prigione scolastica che sostituirà il cortile scolastico. Pollo accetta, ma, anche se viene aiutato da Supermucca, finisce per distruggere la scuola ed essere espulso poiché ha impedito la costruzione, in realtà, di una piscina. Intanto Mucca decide di fare a meno degli occhiali e di mettersi le lenti a contatto.

## L'istinto del gregge, qual è?
Mucca vede con Pollo alla TV un film sulle mucche e capisce che dovrebbe passare la vita stando con il suo gregge. Pollo gli consiglia di andare fuori a cercarlo per liberarsi di lei, ma la bovina non riconosce in continuazione un gregge di mucche, finendo per inseguire altri animali e soldati dell'esercito. Alla fine riesce a compiere il suo desiderio, ma torna a casa dai suoi cari capendo che la vita per le mucche è diversa da quella che compie in una famiglia umana e piuttosto difficile.

## Mucca ballerina
Mucca si esibisce in un balletto di danza classica davanti ai parenti, ma finisce per distruggere la casa. In quel momento Il Rosso (qui un demolitore di case) perde la sua palla demolitrice, poiché non ha pagato le manutenzioni del veicolo per 4 anni e non appena vede Mucca ballare e distruggere, decide di fingersi un rappresentatore teatrale e dice a Mucca che può essere ideale per un suo spettacolo. In realtà il finto show si tiene solo vicino a una casa da demolire e Il Rosso inizia a trattare Mucca in schiavitù. Dopo il piano fallito di Pollo di salvare la sorella, accadono varie peripezie e la casa alla fine viene demolita ferendo Il Rosso, mentre Mucca viene applaudita dal pubblico.

## Il primo bacio di Pollo
Pollo viene baciato da una brutta ragazza di nome Weiny che lo ama follemente. A questo punto inizia a credere per via di Flem ed Earl di avere una malattia mischiata da Weiny che lo rende impazzito, anche nella sua immaginazione. Alla fine, quando crede di morire, viene trovato dai suoi compagni e dai suoi genitori. Questi ultimi gli dicono che si è comportato molto male con Weiny e deve perdonarla con un bacio. Pollo esegue il triste ordine, ma non appena si pente alla fanciulla, si rende conto che a sua insaputa l'aveva sposata.

## Annaffia le margherite
Mucca e Pollo sono in una sala giochi, dove Pollo chiede al gestore, impersonato dal Rosso, di cambiargli 25$ per il videogame a cui stava giocando prima, ma Il Rosso gli grida contro e gli dice che ha un gioco per veri uomini. Così i due entrano in una sala e Pollo, sedendosi su una sedia, vive un gioco virtuale dove incontra diverse difficoltà. Pollo riesce comunque a cavarsela, ma Rosso lo fa andare nel gioco che lui più odia: Annaffiare le margherite. Dopo averle annaffiate, esse prendono vita e tentano di far fuori Pollo, ma Mucca si accorge che il fratello è nel gioco e cerca di aiutarlo, ma le margherite hanno il sopravvento. Il gioco rimane in pausa e Il Rosso non fa in tempo a mettere un'altra monetina, perciò il gioco si annulla e con un trucco Pollo riesce a sbarazzarsi del Rosso. Alla fine i genitori riprendono i figli e quando il padre domanda a Pollo a quale gioco ha giocato, subito la faccia di quest'ultimo inizia a prendere le sembianze di una tartaruga del gioco virtuale a cui Il Rosso lo ha fatto giocare.

## Pollo il tagliaerba
Pollo non riesce a guadagnare molti soldi dai genitori per comprarsi dei calzini. Decide così di falciare il prato del cortile del Rosso per soddisfare il suo bisogno. Il Rosso gli ordina di falciare il prato entro il tramonto, altrimenti non gli darà nemmeno un soldo. Per Pollo il lavoro risulta difficile, poiché l'erba da falciare è parecchia. Alla fine, dopo aver dimezzato tutte le erbe assieme a Supermucca, Pollo va dal Rosso per avere i soldi, ma questi lo scaccia senza un centesimo visto che il sole era già tramontato. Pollo piange, finché Supermucca punisce Il Rosso buttandogli tutta l'erba falciata per casa e lo costringe a dare a Pollo la giusta ricompensa.

## Mucca ama Piles
Mucca e Pollo sono con i genitori a un luna park in cui le giostre sono pericolose. Mucca vorrebbe comunque provare con la sua bambola Piles la castorina delle giostre meno pericolose. Non appena Mucca prova una giostra, Piles vola via e la bovina tenta di recuperarla con Pollo che la soccorre, facendosi però male. Alla fine, dopo molte peripezie, Mucca riesce a recuperare la bambola, mentre Pollo decide prima di tornare a casa di provare una giostra meno pericolosa.

## Mucca nello spazio
Nella scuola di Mucca e Pollo viene organizzato un concorso in cui uno studente deve scrivere un breve saggio sul mestiere che vuole fare da grande. Vincerà chi ha scritto il testo migliore e per premio visiterà il luogo del suo futuro lavoro. Mucca e Pollo partecipano: Mucca ha infatti il desiderio di essere un'astronauta, mentre Pollo vuole essere il dipendente di un mini-market. Il giorno dopo si scopre che Mucca e Pollo hanno vinto. Mucca viene così portata dalla NASA in un'astronave in cui parte con dei veri astronauti per risolvere un problema galattico, mentre Pollo diventa il dipendente di un market, ma scopre che questo lavoro non faceva per lui. Risolto il problema, Mucca e gli astronauti si preparano per tornare alla base, ma scoprono che hanno finito il carburante e che sono bloccati nello spazio. Pollo, ascoltando la notizia a un telegiornale, va grazie a Flem ed Earl nello spazio a salvare la sorella con del carburante. Intanto la situazione è comunque risolta: Mucca ha tirato una corda che alimenta il motore dell'astronave ritornando poco dopo sulla terra con i due uomini, ma prima, trasformatasi in Supermucca, riporta Pollo a casa. Mucca e Pollo, per il loro impegno, vengono premiati dai genitori con del gelato.

## La leggenda di Sailcat
Pollo si trova in campeggio con Earl, Flem e il padre di quest'ultimo. In quel momento arriva Mucca che, malgrado il rifiuto dei tre ragazzi, resta nel luogo in cui si è accampati per tutta la sera, durante la quale il padre di Flem narra ai quattro amici una leggenda su un gatto chiamato Sailcat che è stato schiacciato da un camion. Da quel momento, il gatto fu usato come un boomerang tagliente, che non si fermò mai e aiutò le persone nei loro vari problemi, soprattutto ad aprire le scatolette di salsicce. Alla fine della storia tutti hanno fame, ma si rendono conto che il cibo che avevano è stato rubato da una creatura con un piede enorme chiamata Piedone e quello che rimane sono solo delle scatolette di salsicce glassate che non si possono aprire, poiché nessuno ha un apriscatole. Quella notte Mucca, Pollo, Flem ed Earl scoprono comunque che le scatolette sono state aperte proprio da Sailcat. Così i quattro amici possono mangiare finalmente le loro salsicce, ringraziando il gatto leggendario, mentre il padre di Flem continua a dormire.

## Tagliatori di teste in Oregon
Mucca, Pollo e i loro genitori vanno in vacanza in Oregon, terra in cui vi sono degli strani cacciatori di teste che decapitano le altre persone. Qui incontrano Il Rosso, il quale si finge una guida portando Mucca, Pollo, Mamma e Papà nel luogo in cui vivono i cacciatori. Qui, mentre Mucca e i genitori sono a vedere uno spettacolo, Pollo si rende conto che Il Rosso è il capo della tribù dei cacciatori e che ha intenzione di tagliargli la testa. Supermucca, fortunatamente, corre in suo aiuto gettando i cacciatori e Il Rosso in una fabbrica in cui vengono trasformati in mobili e Il Rosso diventa un bagno pubblico. Nel finale Mamma e Papà inseguono Il Rosso, poiché devono andare in bagno, mentre Mucca e Pollo si mettono a sghignazzare.

## Il re e la regina del formaggio
Mucca vede in TV uno spot del Rosso, il quale si dimostra il re e la regina del formaggio e chiede se tutti possono venire da lui nella fantomatica città di Cornflakes, in Arkansas, a fare il formaggio in una sua industria. Mucca, curiosa e felice, parte per andare alla fabbrica, mentre Pollo la insegue per darle il giocattolo Calogero il Facocero, che aveva dimenticato. Non appena Mucca arriva alla fabbrica, scopre che Il Rosso fa il formaggio tramite delle ventose che trasformano le persone, gli animali e le cose nel prodotto e che ha intenzione di trasformarla. Pollo vede però la scena e interviene, ma Il Rosso rinchiude lui, la sorella e altri animali in una stanza per poi utilizzarli. Fortunatamente tutti scappano e trasformano Il Rosso in un formaggio mettendogli delle ventose. L'episodio si conclude con Mucca e Pollo che hanno portato gli altri animali a pranzare con loro.